# Laetoli

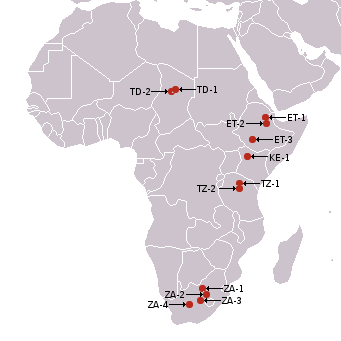
Localización de Laetoli (TZ-2), entre los principales yacimientos con restos de homínidos en África. :
Chad (TD) :
• TD-1 – Bahr el-Ghazal
• TD-2 – Djourab
Etiopía (ET) :
• ET-1 – Hadar
• ET-2 – Herto
• ET-3 – Omo
Kenia (KE) :
• KE-1 – Lago Turkana
Tanzania (TZ) :
• TZ-1 – Garganta de Olduvai
• TZ-2 – Laetoli
Sudáfrica (ZA) :
• ZA-1 – Sterkfontein
• ZA-2 – Swartkrans
• ZA-3 – Kromdraai
• ZA-4 – Taung

Laetoli es un yacimiento del Paleolítico inferior de Tanzania, famoso por sus icnitas de humanos antiguos, preservadas en cenizas volcánicas. El sitio está localizado 45 km al sur de Olduvai.
El sitio G (Site-G) pertenece al Plioceno, datado, con el método potasio-argón 3.7 millones de años antes del presente.

## Huellas

### Huellas de Laetoli
Las líneas de huellas de homínidos, descubiertas en el sitio G, en 1978-1979 por Mary Leakey, Richard Hay y su equipo, están preservadas en ceniza de una erupción del volcán Sadiman, a 20 km de allí. La lluvia liviana convirtió una capa de 15 cm de grueso en tufa (toba calcárea), sin destruir las impresiones dejadas por los pies de todos los animales que caminaron por allí. Con el transcurso de años y siglos fueron cubiertas por otros depósitos de cenizas.
Las huellas homínidas fueron producidas por tres individuos, uno caminando sobre las huellas de otro,  haciendo que la pistas originales fueran difíciles de encontrar. Todas ellas van en la misma dirección. Pueden haber sido producidas por un grupo, aunque no hay evidencias a favor de que era un grupo familiar visitando el abrevadero juntos. Un estudio de los pasos indica que caminaban tranquilos, como paseando. Se estableció mediante datación radiométrica que la capa de ceniza volcánica en que se fosilizaron las huellas data de hace 3,66 millones de años.
En cambio, Roberto Sáez, en su libro Evolución Humana: prehistoria y origen de la compasión, afirma que este rastro de 27 metros, de unas 70 huellas, fueron dejadas por dos Australopithecus que iban caminando por delante, mientras que el tercero homínido iba por detrás superponiendo sus pasos sobre las huellas que dejaba uno de los que iba delante. Sin embargo, Roberto Sáez reconoce que nunca se podrá comprobar que este hecho es cierto.
|                     | hominído1   | hominído2   |
| ------------------- | ----------- | ----------- |
| Tamaño de la huella | 21,5 cm     | 18,5 cm     |
| Ancho               | 10 cm       | 8,8 cm      |
| Tamaño del paso     | 47,2 cm     | 28,7 cm     |
| Tamaño corporal     | 1,34-1,56 m | 1,15-1,34 m |

En 2014, en el sitio S, a 150 m del sitio G, en el mismo horizonte estratigráfico, fueron descubiertas múltiples huellas de dos individuos bípedos que se movían en la misma paleosuperficie y en la misma dirección que los tres homininos documentados en el sitio G, revelando una considerable variación en el tamaño corporal y, probablemente, el grado de dimorfismo sexual dentro de una especie.
Otras cinco huellas bípedas consecutivas habían sido descubiertas desde 1975 en el sitio A, por Peter Jones y Philip Leakey. Aunque Mary Leakey sugirió que podía pertenecer a un hominino, otros experto sugirieron afinidades con las huellas de los osos. Sin embargo, estudios detallados desde 2019 en el sitio A, permitieron producir un archivo digital utilizando fotogrametría 3D y escaneo láser, mediante los cuales se determinó en forma concluyente que se trata de las huellas de un hominino. Sin embargo, las proporciones inferidas del pie, los parámetros de la marcha y las morfologías tridimensionales de las huellas en el sitio A se distinguen fácilmente de las del sitio G, lo que indica que en Laetoli coexistieron un mínimo de dos especies de homininos con diferentes pies y modos de andar.
La importancia de estas huellas es que demuestran que esos homínidos caminaban erectos habitualmente. Los pies no tienen el dedo gordo móvil como los simios, en cambio tienen un arco típico de los humanos modernos.
El estudio de estas huellas indican un bipedismo completo (semejante al del hombre moderno), apoyando primero el talón, luego el arco, y finalmente los dedos, haciendo fuerza en estos, especialmente en el dedo gordo para adelantar el cuerpo y separar el pie del suelo.

### Huellas de otros animales
Otras huellas, de más de veinte especies animales, fueron encontradas en el sitio, entre ellas de: hienas, gatos salvajes, babuinos, jirafas, gacelas, elefantes (Deinotherium), rinocerontes, antílopes, búfalos, liebres y aves. También se ven marcas de gotas de lluvia y granizo.

## Interpretación y significado
Las huellas en sí mismas fueron un descubrimiento insólito porque se parecen mucho a las huellas humanas modernas, a pesar de tener casi 4 millones de años. Se observa que el patrón de los dedos es muy parecido al del pie humano, que es muy diferente al de los pies de los chimpancés y otros seres no bípedos. La impresión de la huella se ha interpretado como la misma que la zancada del ser humano moderno, con el talón golpeando primero y luego una transferencia de peso a la bola del pie antes de empujar los dedos.